# Zeche Ludwig
Die Zeche Ludwig war ein Steinkohlenbergwerk in Essen-Bergerhausen. Auf dem Bergwerk wurde bis Anfang des 20. Jahrhunderts neben Steinkohle auch Kohleneisenstein abgebaut, später wurde nur noch Steinkohle abgebaut. Die Zeche Ludwig war eines der Gründungsmitglieder des Rheinisch-Westfälischen Kohlen-Syndikats. Das Bergwerk hat eine fast 120-jährige Geschichte und war davon über 80 Jahre in Betrieb.

## Grubenfeld und Geologie
Die gesamte Berechtsame bestand aus einer Anzahl einzelner Steinkohlefelder. Fast alle Einzelfelder lagen im Gebiet des ehemaligen Stiftes Rellinghausen. Ausnahme bildeten hierbei zwei kleine Längenfelder in der Abtei Werden. Zusätzlich zu den Kohlenfeldern gehörte zu dem Grubenfeld ein Eisenstein-Distriktfeld. Dieses Eisensteinfeld verteilte sich über das Gebiet des ehemaligen Stiftes Essen. Das gesamte Grubenfeld hatte eine Größe von 3,69 Quadratkilometern. Das Feld Ludwig befand sich auf dem Nordflügel der Bochumer Mulde. Das Karbon war in diesem Bereich nicht durch jüngeres Gebirge überlagert, sondern stand bis zur Tagesoberfläche an. Die Flöze waren in diesem Bereich auf dem Langenbrahmer Sattel abgelagert. Sie waren regelmäßig und ohne nennenswerte Störungen. Im Bereich des Nordflügels ging die Baugrenze einiger Flöze über die westliche Markscheide hinaus bis in das Feld Langenbrahm. Die Flöze gehörten zur Gruppe der Magerkohlenflöze des Horizonts der Flöze Girondelle und Sarnsbank. Im Streichen bildeten diese Flöze die östliche Fortsetzung der Langenbrahmer Flöze. Das mit dem Feld Ludwig verbundene Eisensteinfeld hatte als Eisenerz das an die Girodeller Flözgruppe angebundene Kohleneisenstein. Die Mächtigkeit der Kohleneisensteinflöze schwankte zwischen 0,55 und 0,65 Metern.

## Geschichte

### Die ersten Jahre
Im Jahr 1830 wurde im Feld Ludwig Kohleneisenstein gefunden. Am 3. April des Jahres 1831 konsolidierten die Zechen Henriettenglück, Finefrau, Adelgunde und Bänksgen. Am 17. Mai des Jahres 1853 wurde das Steinkohlenfeld Ludwig verliehen. Im Jahr 1857 wurde das Bergwerk als Eisensteinzeche mit dem Namen Zeche Neu-Essen II in Betrieb genommen. Der Eisensteinabbau erfolgte im Stollenbau. Das Erz hatte einen Eisengehalt von 30 Prozent, durch Rösten wurde der Eisenanteil auf 43 bis 44 Prozent erhöht. Das Kohleneisenstein kam in Wechsellagerung mit den Kohlenflözen vor, aus diesem Grund war man gezwungen, sowohl das Eisenerz als auch die Kohle abzubauen. Allerdings war die abgebaute Kohle nicht für Verhüttungszwecke geeignet. Im Jahr 1858 wurde begonnen, einen Schacht abzuteufen. Der Schacht war zunächst nur für die Förderung des Eisensteins geplant. Im selben Jahr wurde mit dem Schacht Eduard zum Tiefbau auf Steinkohle übergegangen. Allerdings fand der Abbau nur provisorisch statt. Außerdem wurde das Längenfeld Freie Hoffnung für den Abbau von Steinkohle erworben. Um das Grubenfeld aufzuschließen, wurde ein Erbstollen angelegt. Bis zum Anfang der 1860er Jahre fand jedoch nur unbedeutender Kohleabbau statt. Im Jahr 1861 wurde begonnen, den Schacht 1 abzuteufen. Im Laufe des Jahres wurde das Bergwerk in Fristen gelegt. Im Jahr 1864 wurden die Kuxe der Gewerkschaft Ludwig von der GHH aufgekauft. Noch im selben Jahr wurde die Zeche Neu-Essen II von der Zeche Ludwig übernommen. Im Jahr 1869 wurde der Erzabbau kurzzeitig eingestellt.

### Ausbau des Bergwerks
Im Jahr 1872 wurde mit den Teufarbeiten für einen tonnlägigen Schacht begonnen. Der Schacht wurde als Wetterschacht benötigt, die Stollensohle befand sich bei einer Teufe von 43 Metern (+ 74 m NN) und die Wettersohle bei einer Teufe von 115 Metern (+ 2 m NN). Im Jahr 1874 wurde von der Gewerkschaft Vereinigte Kapellenbank der Abbau des Flözes Kapellenbänkchen von der Zeche Ludwig angepachtet. Nach dem Jahr 1875 wurde die westlich markscheidende Zeche Vereinigte Capellenbank übernommen. Gegen Ende Dezember desselben Jahres wurde der Abbau im Flöz Kapellenbänkchen eingestellt. Grund hierfür waren die niedrigen Verkaufspreise, dadurch überschritten die Selbstkosten für den Abbau der Kohlen die Verkaufserlöse. Im Jahr 1880 wurde auf der 1. Sohle abgebaut, diese Sohle befand sich bei einer Teufe von 168 Metern (- 51 m NN). Im Jahr 1883 wurde begonnen, den Schacht 1 tiefer zu teufen. Im darauffolgenden Jahr wurde bei einer Teufe von 264 Metern (- 147 m NN) die 2. Sohle angesetzt. Im Jahr 1887 wurde das westlich markscheidende Grubenfeld Antoinette erworben. Die gesamte Berechtsame umfasste nun drei Längenfelder. Im Jahr 1890 wurde der Schacht 1 tiefer geteuft. Im Jahr 1891 wurde ein Durchschlag zwischen der 2. Sohle und der Stollensohle erstellt, der zur besseren Bewetterung diente. Im selben Jahr wurde im Schacht 1 bei einer Teufe von 347 Metern (- 230 m NN) die 3. Sohle angesetzt. Im Jahr 1892 wurde der Abbau von Eisenstein wieder aufgenommen. Im Baufeld Am Brandenberge wurde ein Tagesaufhauen erstellt. Zu dem Feld gehörte auch das Feld Vorstbank. Die Berechtsame umfasste zu diesem Zeitpunkt eine Fläche von 2,6 km2. Im darauffolgenden Jahr wurde ein Wetterschacht bis zur Wettersohle geteuft, es waren nun drei Schächte vorhanden. Im Jahr 1895 wurden die Teufarbeiten im Schacht 1 wieder aufgenommen und im darauffolgenden Jahr wurde bei einer Teufe von 455 Metern (- 338 m NN) die 4. Sohle angesetzt. Im Jahr 1897 wurde ein Vertrag mit der Zeche Vereinigte Hermann geschlossen, der der Zeche Ludwig den Abbau im Geviertfeld Vereinigte Hermann erlaubte. Ein weiterer Vertrag wurde mit der Zeche Langenbrahm geschlossen, der der Zeche Ludwig der Abbau im Längenfeld Geitling von Wittenberge zusicherte. Im Jahr 1898 umfasste nun das Baufeld die Felder, Ernst, Louisenburg, Am Brandenberge, Vorstbank, Antoinette, Vereinigte Hermann, Vereinigte Capellenbank & Clarenbeck, Ludwigo und Ludwig.

### Übernahme durch die GHH
Gegen Ende des 19. Jahrhunderts wurde die Gewerkschaft Ludwig von der Gutehoffnungshütte (GHH) übernommen. Im Jahr 1899 wurde ein Vertrag zwischen der GHH und den Eigentümern der Zeche Langenbrahm geschlossen. In diesem Vertrag war die gegenseitige Überlassung des Abbaus in den Feldern Vereinigte Hermann und Geitling am Wittenberge (Amsel) geregelt. Im Jahr 1900 wurde das Feld Vereinigte Halle erworben. Im Jahr 1902 wurde die Gewinnung von Kohleneisenstein aus betriebstechnischen Gründen eingestellt. Die GHH plante jedoch, die Gewinnung zu einem späteren Zeitpunkt wieder aufzunehmen. Im Jahr 1904 waren mittlerweile vier Schächte vorhanden. Zur Berechtsame gehörten ab diesem Zeitpunkt auch die Felder Louise und Geitling am Wittenberge. Die gesamte Berechtsame umfasste nun eine Fläche von 4 km2. Im Jahr 1906 wurde die 5. Sohle ausgerichtet. Die Sohle befand sich in einer Teufe von 567 Metern (- 450 m NN) und wurde über ein Aufhauen angesetzt. Im Jahr 1908 wurden zwei Wetterschächte abgeworfen, somit waren noch zwei Schächte vorhanden.

#### Die Tagesanlagen
An Tagesanlagen waren nach der Übernahme durch die GHH ein Kompressor, zwei Grubenlüfter, eine Wasserhaltungsmaschine und zwei Fördermaschinen für den Schacht Ludwig I vorhanden. Als Fördermaschinen dienten eine Hauptfördermaschine und eine Nebenfördermaschine. Die Hauptfördermaschine war eine Trommelfördermaschine, der Seilkorb der Maschine hatte einen Durchmesser von 6,8 Metern. Die Nebenfördermaschine war ebenfalls eine Trommelfördermaschine, ihr Seilkorbdurchmesser betrug 2,15 Meter. Beide Maschinen hatten als Antriebsmaschine eine Dampfmaschine. Der Kompressor war ein Zwillingskompressor und konnte pro Stunde bis zu 5500 m3 Druckluft erzeugen. Die beiden Grubenlüfter konnten zusammen bis zu 8000 m3 (5000 + 3000) Abwetter aus dem Grubengebäude absaugen. Für die Wasserhaltung war eine Woolfsche Balanzierwasserhaltungsmaschine in Reserve liegend vorhanden. Die eigentliche Wasserhaltung war Untertage aufgebaut und bestand aus einer elektrisch betriebenen Turbopumpe und einer mittels Verbund-Dampfmaschine angetriebenen Plungerpumpe. Die Turbopumpe hatte eine Förderleistung von sechs Kubikmetern Grubenwasser pro Minute, die Plungerpumpe hatte Förderleistung von fünf Kubikmetern Grubenwasser pro Minute. Die geförderten Kohlen wurden in der Kohlenwäsche aufbereitet. Für die Förderung der Kohlen von der Hängebank aus bestand eine Kettenbahn vom Schachtgebäude bis zur Wäsche. Die Stromversorgung für die Tagesanlagen und die Wasserhaltung erfolgte vom Rheinisch-Westfälischen Elektrizitätswerk in Essen.

### Der weitere Betrieb durch die GHH
Im Jahr 1912 wurde mit den Teufarbeiten für den Schacht 2 begonnen. Der Schacht wurde neben Schacht 1 angesetzt. Im selben Jahr wurden im Feld Vereinigte Halle Aufschlussarbeiten getätigt. Am 8. Juli des Jahres 1912 konsolidierten die Felder Hagenberg II und Ludwig II zu Ludwig II. Im Jahr 1915 war der Schacht bis zur 5. Sohle in Betrieb. Im selben Jahr wurde der Wetterschacht zur Wettersohle aufgegeben. Im Jahr 1919 wurde im Schacht 2 bei einer Teufe von 696 Metern (- 578 m NN) die 6. Sohle angesetzt. Am 1. Oktober des Jahres 1929 wurde eine Brikettfabrik in Betrieb genommen. Im Jahr 1937 umfasste die Berechtsame eine Fläche von 3,8 km2. Im Jahr 1939 wurde erneut mit der Gewinnung von Eisenstein begonnen. Im Jahr 1944 wurde ein Blindschacht bis zur 7. Sohle abgeteuft, diese Sohle befand sich in einer Teufe von 796 Metern (- 679 m NN).

### Die letzten Jahre bis zur Stilllegung
Im Jahr 1945 wurde die Förderung von Kohleneisenstein wieder eingestellt. Noch im selben Jahr wurde von der Militärregierung der Siegermächte des Zweiten Weltkriegs die Stilllegung der Zeche Ludwig angeordnet. Im Jahr 1946 wurde die Förderung wieder für den Eigenbedarf aufgenommen. Als Hauptfördersohle diente die 6. Sohle. Im Jahr 1947 wurde die Förderung vollständig eingestellt und im darauffolgenden Jahr erneut aufgenommen. Am 31. März des Jahres 1949 wurde die Brikettfabrik stillgelegt. Am 1. April desselben Jahres verpachtete die Gutehoffnungshütte das Grubenfeld Ludwig mit den Schächten Ludwig 1/2 an die südlich anschließende Gewerkschaft Langenbrahm.

## Förderung und Belegschaft
Die ersten bekannten Förderzahlen stammen aus dem Jahr 1861, damals wurde eine Förderung von 9120 preußischen Tonnen Steinkohle erbracht. Bei den geförderten Kohlen der Zeche Ludwig handelte es sich um Anthrazitkohlen, die für den Hausbrand sowie für den Einsatz in Ziegel- und Kalkbrennöfen Verwendung fand. Die ersten bekannten Belegschaftszahlen stammen aus dem Jahr 1867, damals wurden mit 14 Bergleuten eine Förderung von 89.247 Scheffel Steinkohle erbracht. Im Jahr 1875 waren bereits 227 Mitarbeiter auf dem Bergwerk beschäftigt, die Förderung lag bei über 57.000 Tonnen Steinkohle. Im Jahr 1880 sank die Förderung auf 40.997 Tonnen Steinkohle, die Beschäftigtenzahl lag bei 130 Beschäftigten. Im Jahr 1885 lag die Beschäftigtenzahl bei 156 Mitarbeitern, die Förderung betrug 49.400 Tonnen Steinkohle. Im Jahr 1890 wurde eine Förderung von 163.000 Tonnen erzielt, die Beschäftigtenzahl lag bei 465 Beschäftigten. Im Jahr 1892 wurde neben Kohle auch eine nennenswerte Menge an Kohleneisenstein gefördert. Mit 468 Beschäftigten förderte das Bergwerk in diesem Jahr 156.043 Tonnen Steinkohle und 3763 Tonnen Erz. Im Jahr 1895 wurden mit 561 Beschäftigten 182.598 Tonnen Steinkohle und 17.856 Tonnen Erz gefördert.
Im Jahr 1900 wurden 220.000 Tonnen Steinkohle und über 12.000 Tonnen Erz gefördert, die Belegschaftsstärke lag bei 679 Beschäftigten. Im Jahr 1905 wurden mit 560 Beschäftigten 185.635 Tonnen Steinkohle gefördert. Im Jahr 1910 wurden 190.051 Tonnen Steinkohle gefördert, die Belegschaftsstärke lag bei 661 Beschäftigten. Im Jahr 1920 stieg die Belegschaftsstärke auf 973 Beschäftigte, die Förderung betrug über 212.000 Tonnen Steinkohle. Im Jahr 1925 wurden 241.323 Tonnen Steinkohle gefördert, die Belegschaftsstärke lag bei 888 Beschäftigten. Im Jahr 1930 wurde mit 985 Beschäftigten eine Förderung von über 301.000 Tonnen Steinkohle erbracht. Im Jahr 1935 sank die Förderung auf 261.034 Tonnen Steinkohle, die Belegschaftsstärke lag bei 896 Beschäftigten. Im Jahr 1937 waren 1234 Mitarbeiter auf dem Bergwerk beschäftigt. In diesem Jahr wurde mit 371.971 Tonnen Steinkohle die maximale Förderung des Bergwerks erzielt. Im Jahr 1940 lag die Förderung bei 337.288 Tonnen Steinkohle, die Beschäftigtenzahl lag bei 1027 Mitarbeitern. Im Jahr 1944 waren noch 1107 Beschäftigte auf dem Bergwerk, die Förderung lag bei 265.247 Tonnen Steinkohle. Im Jahr 1945 sank die Förderung auf 64.517 Tonnen Steinkohle, die Belegschaftsstärke lag bei 729 Beschäftigten. Im Jahr 1946 kam es zu einem drastischen Einbruch der Förderung auf 4804 Tonnen Steinkohle, die Belegschaftsstärke lag bei 203 Beschäftigten. Im Jahr 1948 waren noch 258 Mitarbeiter auf dem Bergwerk beschäftigt, es wurden rund 13.000 Tonnen Steinkohle gefördert. Dies sind die letzten bekannten Förder- und Belegschaftszahlen.